# 妙妙森林
妙妙森林（Jungle Junction）是一部由美國、英國、肯亞和南非共同製作的動畫節目，在迪士尼青少年頻道播出。

## 故事情節
故事敘述一群住在妙妙森林裡的奇妙生物的日常生活，他們一半是動物、一半是交通工具。

## 角色

### 主角
- 豬妹妹（Zooter，配音：Janet James） - 粉紅色的豬，有兩個輪子。妙妙森林的郵差，負責運送比較輕的信件。
- 象大哥（Ellyvan，配音：Billy West）- 藍色大象，有四個輪子。妙妙森林的送貨員，複雜運送比較重的貨物，前方有黃色的車燈，背後有能裝貨物的大空間和後門。
- 邦哥（配音：Keith Wickham）- 橘黃色的兔子，但尾巴比較像袋鼠。有四個輪子。負責繪製和管理妙妙森林內的標誌。

### 配角
- 鱷魚（Crocker） -消防局長。
- 呱呱（Toadhog） - 綠色蟾蜍。
- 蟹仔（Taxicrab）- 愛跳舞的紅色螃蟹，飲料店老闆。
- 巴比（Bobby） - 藍色的大嘴鳥警察，有三個輪子和翅膀，能做簡單的飛行。
- 藍斯（Lance）- 紫色的犀牛，是一台救護車，背部和象大哥一樣可以開啟。
- 朱莉（Miss Jolly）-斑馬，學校的教師。
- 小甲蟲（The Beetlebugs）- 五隻一組的小甲蟲，通常和斑馬一起行動。